# Irene Sänger-Bredt
Irene Reinhild Agnes Elisabeth Sänger-Bredt (Bonn, 24 aprile 1911 – Stoccarda, 20 ottobre 1983) è stata un'ingegnera, matematica e fisica tedesca.
Ha progettato insieme a Eugen Sänger il bombardiere sub-orbitale Silbervogel.

## Vita e carriera
Sänger-Bredt ha ottenuto il dottorato in scienze naturali nel 1936 con una tesi era intitolata Raggi X dalla Terra. Per il suo primo lavoro fu attratta da un concorso con pochi dettagli del Centro di ricerca per l'aviazione a Trauen, in Germania.
Bredt ha iniziato la sua attività di ricerca come assistente di Eugen Sänger in questo centro di ricerca. Il suo campo di attività è diventato la risoluzione di problemi legati alla termodinamica e alla cinetica dei gas nella propulsione dei razzi. Lì divenne il capo Dipartimento di Fisica nel 1941 e l'anno successivo divenne primo assistente presso l'Istituto di ricerca tedesco per volo planato a Ainring. Il suo compito era il mantenimento e l'analisi di voli di prova ramjet.
Nel 1945 Irene Bredt si trasferisce a Parigi, dove lavora come ricercatrice nello stesso ambito, ma stavolta per l'Arsenal de l'Aéronautique, azienda aeronautica statale specializzata in velivoli militari successivamente conosciuta come Snecma. Nel frattempo, lavora come consulente per il MATRA Billancourt a Parigi e l'Institute of Technology di Madras, nel sud dell'India. Nel 1954, dopo il suo matrimonio con Eugen Sänger e la nascita del figlio, Irene Sänger-Bredt ritorna in Germania, dove divenne vice direttore scientifico dell'Istituto di Ricerca per la Fisica della Propulsione, fondata da Eugen Sänger a Stoccarda.
Nel 1960 Irene Sänger-Bredt è diventata uno dei membri fondatori, unica donna, dell'Accademia Internazionale Astronautica.
Dal 1963, è stata assunta come ingegnere consulente in materia di spazio per la costruzione di Junkers e Bölkow (poi Messerschmitt-Bölkow-Blohm GmbH). Irene Sänger-Bredt morì nel 1983 a Stoccarda, in Germania.
Durante tutta la sua vita ha pubblicato 88 lavori su vari argomenti, come le scienze naturali e la scienza della cultura.

## Onorificenze
Nel 1970 è stata insignita della "Medaglia d'Oro Hermann Oberth", per i suoi successi scientifici.